# 穆爾格河 (阿勒河支流)
47°15′55″N 7°49′31″E / 47.26515°N 7.82535°E

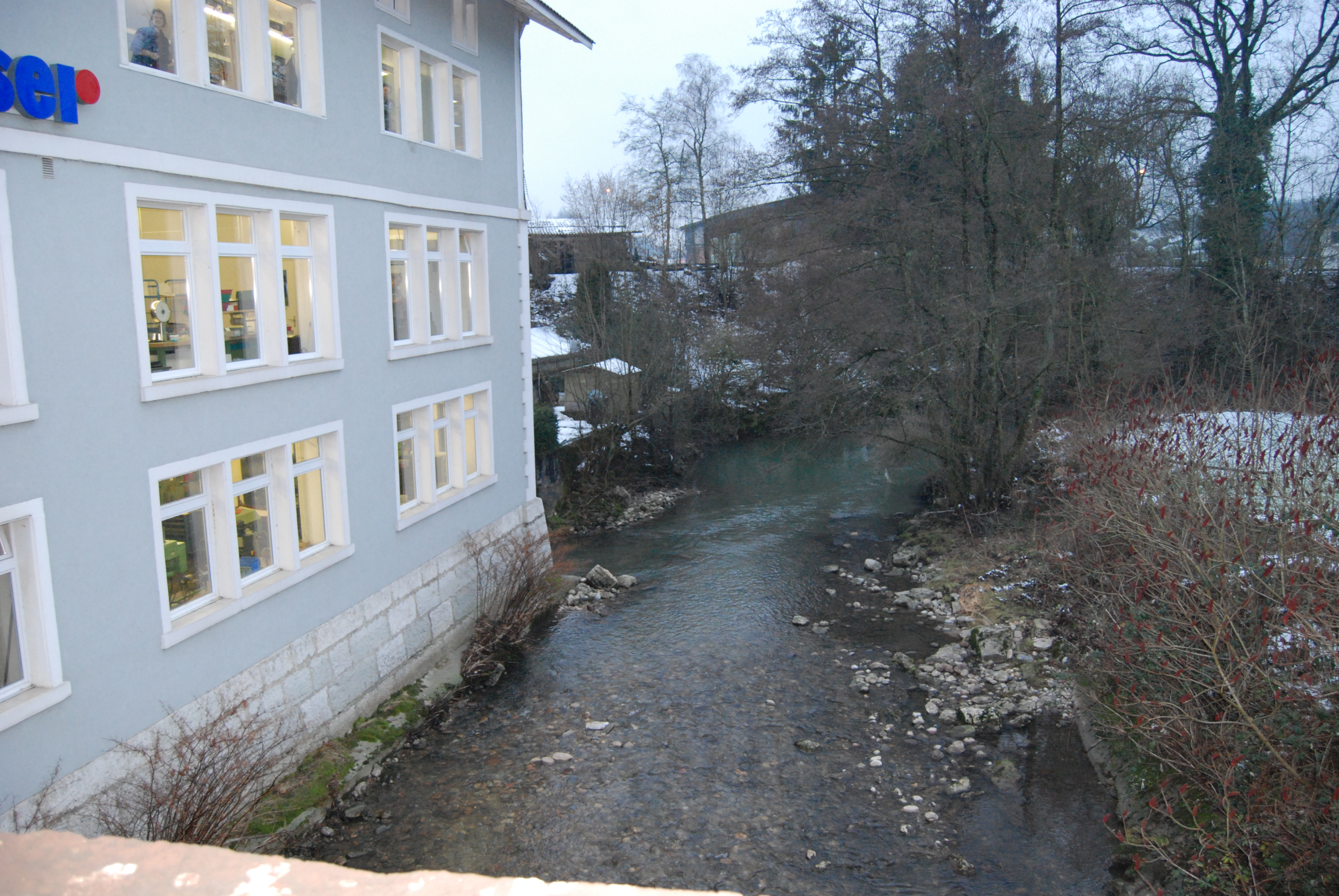

穆爾格河是瑞士的河流，位於該國北部，流經阿爾高州和伯恩州，屬於阿勒河的右支流，河道全長2.4公里，流域面積184.8平方公里。